# Diplazium moranii
Diplazium moranii är en majbräkenväxtart som beskrevs av Charles Dennis Adams.
Diplazium moranii ingår i släktet Diplazium och familjen Athyriaceae. Inga underarter finns listade i Catalogue of Life.